# Михайло Апостолій
Михайло Апостолій (грец. Μιχαὴλ Ἀποστόλιος or Μιχαὴλ Ἀποστόλης ; прибл. 1420 у Константинополі — після 1474 або 1486 р., можливо, на венеційському Криті) або Апостолій Пароеміограф, тобто Апостолій, автор приказок — грецький педагог, письменник і переписувач епохи Ренесансу.

## Біографія
Апостолій, учень Іоанна Аргіропулоса, короткий час викладав у монастирі св. Іоанна Петри в Константинополі. Потрапивши в полон до турків під час падіння Константинополя в 1453 році, він був згодом звільнений і втік на Крит, який тоді був венеційською колонією . Там він животів, заробляючи на життя викладанням і копіюванням рукописів для італійських гуманістів, зокрема для свого патрона, кардинала ВІссаріона.  Він часто скаржився на свою бідність: на одному з його рукописів, примірнику Ейконеса Філострата, який зараз зберігається в Болоньї, є напис: «Король бідних цього світу написав цю книгу за своє життя». 
Апостолій помер близько 1480 року, залишивши сина Арсенія Апостолія, який став єпископом Мальвазії (Монемвасії) в Мореї . 

## Вибрані твори
- Παροιμίαι (Paroemiae, грец. «прислів'я»), збірка прислів'їв грецькою мовою
  - видання, опубліковане в Базелі в 1538 році
  - повніше видання відредаговано Даніелем Гейнсіусом («Curante Heinsio») і опубліковано в Лейдені в 1619 році
  - критичне видання під редакцією EL a Leutsch і опубліковане в Геттінгені в 1851 році
- «Oratio Panegyrica ad Fredericum III». у Freher's Scriptores Rerum Germanicarum, том. ii. (Франкфорт, 1624)
- Georgii Gemisthi Plethonis et Mich. Apostolii Orationes funebres duae in quibus de Immortalitate Animae exponitur (Лейпциг, 1793)
- Твір проти Латинської Церкви та Флорентійського собору в «Varia Sacra» Ле Муана .